# Papillaria scariosa
Papillaria scariosa är en bladmossart som beskrevs av Brotherus 1906. Papillaria scariosa ingår i släktet Papillaria och familjen Meteoriaceae. Inga underarter finns listade i Catalogue of Life.